# 芒柄花醇
芒柄花醇（也称为4-O-甲基肌醇、4-O-甲基-肌-肌醇）是一种肌醇的衍生物，分子式C7H14O6，存在于紫花苜蓿（学名：Medicago sativa）等植物中。